# باول ماكليلان
باول ماكليلان (بالإنجليزية: Paul McClellan)‏ هو لاعب كرة قاعدة أمريكي، ولد في 3 فبراير 1966 في سان ماتيو في الولايات المتحدة.